# Касстаун (Огайо)
Касстаун (англ. Casstown) — селище (англ. village) в США, в окрузі Маямі штату Огайо. Населення — 270 осіб (2020).

## Географія
Касстаун розташований за координатами 40°3′10″ пн. ш. 84°7′43″ зх. д. / 40.05278° пн. ш. 84.12861° зх. д. (40.052767, -84.128513).  За даними Бюро перепису населення США в 2010 році селище мало площу 0,25 км², уся площа — суходіл.

## Демографія
Згідно з переписом 2010 року, у селищі мешкало 267 осіб у 113 домогосподарствах у складі 71 родини. Густота населення становила 1062 особи/км².  Було 122 помешкання (485/км²).
Расовий склад населення:
| - 100,0 % — білих |

До двох чи більше рас належало 0,0 %. Частка іспаномовних становила 0,0 % від усіх жителів.
За віковим діапазоном населення розподілялося таким чином: 24,0 % — особи молодші 18 років, 62,5 % — особи у віці 18—64 років, 13,5 % — особи у віці 65 років та старші. Медіана віку мешканця становила 36,8 року. На 100 осіб жіночої статі у селищі припадало 88,0 чоловіків;  на 100 жінок у віці від 18 років та старших — 89,7 чоловіків також старших 18 років.
Середній дохід на одне домашнє господарство  становив 52 115 доларів США (медіана — 39 821), а середній дохід на одну сім'ю — 54 406 доларів (медіана — 46 250). Медіана доходів становила 41 964 долари для чоловіків та 35 833 долари для жінок. За межею бідності перебувало 5,1 % осіб, у тому числі 5,2 % дітей у віці до 18 років та 2,2 % осіб у віці 65 років та старших.
Цивільне працевлаштоване населення становило 115 осіб. Основні галузі зайнятості: виробництво — 24,3 %, будівництво — 21,7 %, освіта, охорона здоров'я та соціальна допомога — 18,3 %.